# Iloilo
Iloilo è una città indipendente altamente urbanizzata (HUC) delle Filippine, geograficamente situata nella provincia di Iloilo, nella regione del Visayas Occidentale. Pur essendo il capoluogo sia della provincia che della regione in cui si trova, la città è amministrativamente indipendente.
Sorge nella parte meridionale dell'isola di Panay e si affaccia sullo Stretto di Guimaras che divide Panay dall'Isola di Negros. Di fronte a Iloilo, al di là dello stretto, sorge la città di Bacolod, il centro commerciale e marittimo più importante di Negros e a cui Iloilo è collegata da un efficiente servizio di traghetti e navi veloci.
Il porto di Iloilo è il terzo delle Filippine dopo Manila e Cebu: qui vengono commerciati copra, legnami, zucchero e fibre vegetali. Il moderno aeroporto, costruito nel 2007, si trova a 15 chilometri dal centro della città e serve le principali destinazioni del Paese.

## Architettura e storia
La città risente evidentemente di una forte e secolare influenza culturale, architettonica ed economica cinese: interessanti, nella parte centrale della città, i negozi organizzati alla cinese che conferiscono alla città un aspetto tipicamente orientale fatto di piccole e numerosissime attività commerciali.
Nella provincia di Iloilo, a Miagao, svetta per interesse culturale storico e artistico la chiesa di San Tomas de Villanueva, costruita nel 1797 in piena dominazione spagnola. La chiesa rappresenta un bellissimo esempio di architettura sacra barocca filippina tipica dell'architettura coloniale di quell'epoca e rientra nella lista delle aree considerate patrimonio dell'umanità dall'UNESCO.
Iloilo è sede di cinque università, tra cui l'Università centrale filippina (informalmente Central or CPU), privata, fondata dai missionari battisti americani.
Interessante il Museo Iloilo lungo la Bonifacio Drive e adiacente al Palazzo della Provincia: è il primo museo finanziato dal Governo fuori dall'area di Metro Manila e la moderna costruzione è opera dell'architetto Sergio Penasales.
Il museo ospita una discreta collezione di oggetti provenienti dall'isola di Panay del periodo della Confederazione di Madya-as: fossili, terrecotte, gioielli, arredamenti funerari oltre a terrecotte di origine cinese e siamese. Ampia anche la sezione dedicata alla scultura lignea religiosa di epoca spagnola, al vestiario e ad alcune armi di quell'era e all'arte moderna locale.

## Geografia antropica
Iloilo è formata da 180 baranggay suddivisi in 7 distretti, in passato municipalità indipendenti ed incorporati nella città nel 1937.

### Distretti
- Arevalo (13 barangays)
- City Proper (45 barangays)
- Jaro (42 barangays)
- La Paz (25 barangays)
- Lapuz (12 barangays)
- Mandurriao (18 barangays)
- Molo (25 barangays)

### Baranggay
- Abeto Mirasol Taft South (Quirino Abe)
- Aguinaldo
- Airport (Tabucan Airport)
- Alalasan Lapuz
- Arguelles
- Arsenal Aduana
- Bakhaw
- Balabago
- Balantang
- Baldoza
- Bantud
- Banuyao
- Baybay Tanza
- Benedicto (Jaro)
- Bito-on
- Bolilao
- Bonifacio (Arevalo)
- Bonifacio Tanza
- Buhang
- Buhang Taft North
- Buntatala
- Burgos-Mabini-Plaza
- Caingin
- Calahunan
- Calaparan
- Calubihan
- Calumpang
- Camalig
- Cochero
- Compania
- Concepcion-Montes
- Cuartero
- Cubay
- Danao
- Delgado-Jalandoni-Bagumbayan
- Democracia
- Desamparados
- Divinagracia
- Don Esteban-Lapuz
- Dulonan
- Dungon
- Dungon A
- Dungon B
- East Baluarte
- East Timawa
- Edganzon
- El 98 Castilla (Claudio Lopez)
- Fajardo
- Flores
- General Hughes-Montes
- Gloria
- Gustilo
- Guzman-Jesena
- Habog-habog Salvacion
- Hibao-an Norte
- Hibao-an Sur
- Hinactacan
- Hipodromo
- Inday
- Infante

- Ingore
- Jalandoni Estate-Lapuz
- Jalandoni-Wilson
- Javellana
- Jereos
- Kahirupan
- Kasingkasing
- Katilingban
- Kauswagan
- Laguda
- Lanit
- Lapuz Norte
- Lapuz Sur
- Legaspi dela Rama
- Liberation
- Libertad-Lapuz
- Libertad, Santa Isabel
- Loboc-Lapuz
- Lopez Jaena (Jaro)
- Lopez Jaena Norte
- Lopez Jaena Sur
- Luna (Jaro)
- Luna (La Paz)
- M. V. Hechanova
- Mabolo-Delgado
- Macarthur
- Magdalo
- Magsaysay
- Magsaysay Village
- Malipayon-Delgado
- Mansaya-Lapuz
- Marcelo H. del Pilar
- Maria Clara
- Maria Cristina
- Mohon
- Molo Boulevard
- Monica Blumentritt
- Montinola
- Muelle Loney-Montes
- Nabitasan
- Navais
- Nonoy
- North Avanceña
- North Baluarte
- North Fundidor
- North San Jose
- Obrero-Lapuz
- Oñate de Leon
- Ortiz
- Osmeña
- Our Lady Of Fatima
- Our Lady Of Lourdes
- Pale Benedicto Rizal (Mandurriao)
- PHHC Block 17
- PHHC Block 22 NHA
- Poblacion Molo
- President Roxas
- Progreso-Lapuz
- Punong-Lapuz
- Quezon

- Quintin Salas
- Railway
- Rima-Rizal
- Rizal (La Paz)
- Rizal Estanzuela
- Rizal Ibarra
- Rizal Palapala I
- Rizal Palapala II
- Roxas Village
- Sambag
- Sampaguita
- San Agustin
- San Antonio
- San Felix
- San Isidro (Jaro)
- San Isidro (La Paz)
- San Jose (Arevalo)
- San Jose (City Proper)
- San Jose (Jaro)
- San Juan
- San Nicolas
- San Pedro (Jaro)
- San Pedro (Molo)
- San Rafael
- San Roque
- San Vicente
- Santa Cruz
- Santa Filomena
- Santa Rosa
- Santo Domingo
- Santo Niño Norte
- Santo Niño Sur
- Santo Rosario-Duran
- Seminario (Burgos Jalandoni)
- Simon Ledesma
- Sinikway (Bangkerohan Lapuz)
- So-oc
- South Baluarte
- South Fundidor
- South San Jose
- Taal
- Tabuc Suba (Jaro)
- Tabuc Suba (La Paz)
- Tabucan
- Tacas
- Tagbac
- Tanza-Esperanza
- Tap-oc
- Taytay Zone II
- Ticud (La Paz)
- Timawa Tanza I
- Timawa Tanza II
- Ungka
- Veterans Village
- Villa Anita
- West Habog-habog
- West Timawa
- Yulo-Arroyo
- Yulo Drive
- Zamora-Melliza